# 石狩湾新港

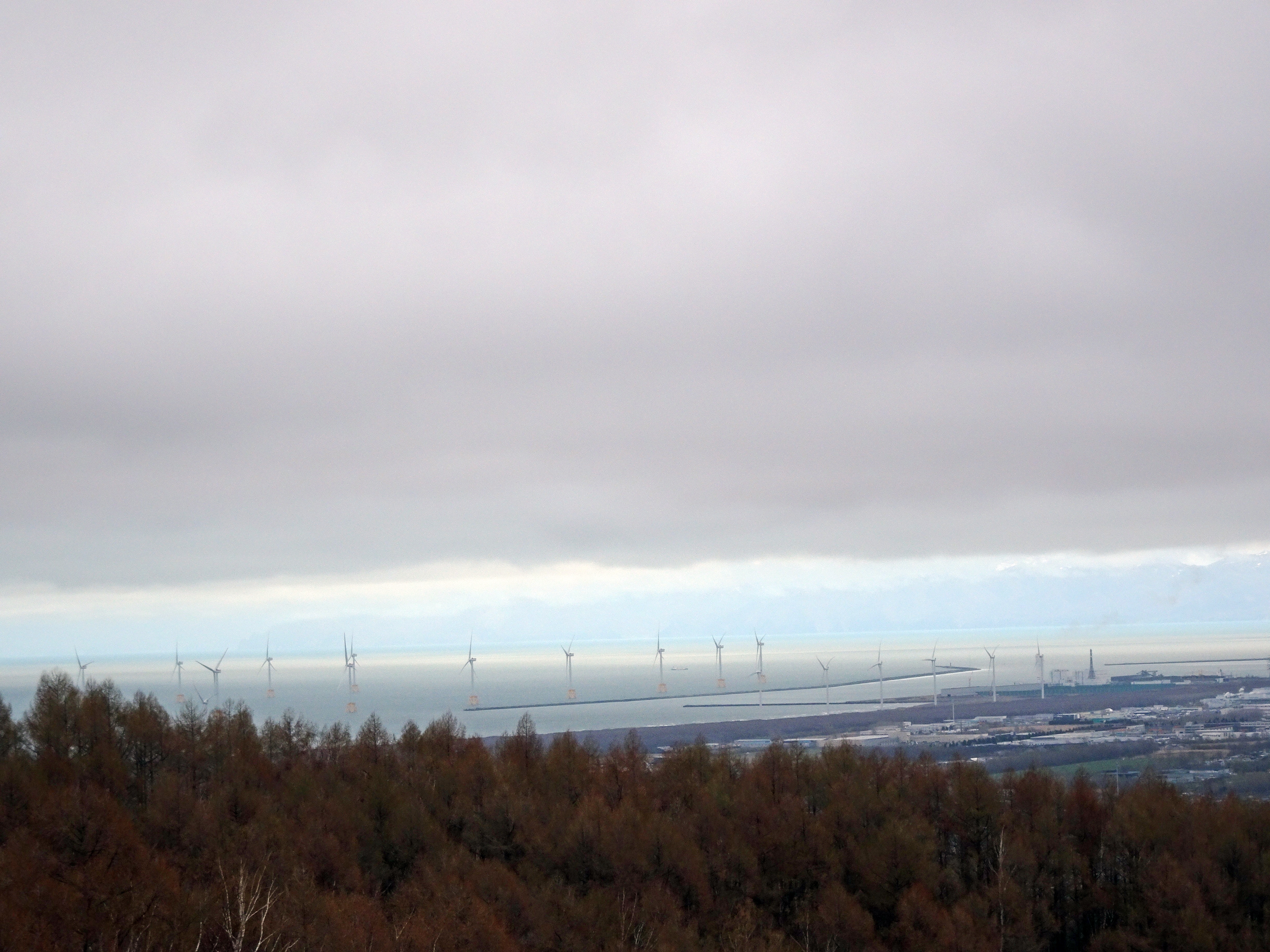
石狩湾新港洋上風力発電所（手稲山山麓より俯瞰）

石狩湾新港（いしかりわんしんこう）は、北海道小樽市と石狩市にまたがる港湾。港湾管理者（ポート・オーソリティ）は一部事務組合の石狩湾新港管理組合。港湾法上の「重要港湾」、港則法上の「特定港」に指定されている。港は5つの地区（東地区・中央地区・花畔地区・樽川地区・西地区）に分かれており、リサイクル関連、エネルギー供給、コンテナ船航路、各種貨物の物流基地といった役割を担っている国際貿易港。
札幌市の中心部まで約15km、車で約30分の距離に位置している。北海道内の人口が集中している札幌圏に位置していることから、災害時における緊急物資輸送拠点としての役割や太平洋側港湾のリダンダンシー機能の確保が求められており、広域的な防災機能強化に向けて連携を図っている。
エネルギー基地としての機能を強化しており、石狩新港機械金属工業協同組合が設立したIMCソーラーによる太陽光発電所「IMCソーラー発電所」、北海道内初となる液化天然ガス (LNG) の火力発電所「北ガス石狩発電所」、「石狩湾新港発電所」が営業運転している。また、港湾区域内での洋上風力発電はグリーンパワーインベストメントを代表事業者とするグループが建設を計画し、石狩湾新港洋上風力発電所として2024年1月1日から商業運転が始まった。
背後地域は大規模な工業団地（石狩湾新港地域）があり、700社を超える企業が立地している。樽川ふ頭横では、音楽イベント「ライジング・サン・ロックフェスティバル」を開催している。

## 港湾施設

### 係留施設
公共ふ頭
- 樽川ふ頭
- 花畔ふ頭
- 東ふ頭
- 西ふ頭

専用ふ頭
- 中央ふ頭

### 水域施設
- 中央航路
- 東地区航路
- 東地区泊地
- 東地区航路・泊地
- 中央地区泊地
- 中央地区航路・泊地
- 中央水路地区泊地
- 中央水路地区航路・泊地
- 西地区泊地
- 西地区航路・泊地

### 外郭施設
- 北防波堤
- 島防波堤
- 東防波堤
- 防波堤（島外）
- 東防砂堤
- 防砂堤
- 西防砂堤

## 定期航路
コンテナ航路
- 高麗海運／興亜海運（共同運航）
  - 石狩湾新港—苫小牧港—釜山港—釜山新港—光陽港—連雲港—青島港—釜山港—釜山新港—石狩湾新港
  - 石狩湾新港—苫小牧港—室蘭港—釜山港—釜山新港—光陽港—天津新港—釜山港—釜山新港—石狩湾新港
- 長錦商船（興亜海運によるスペースチャーター）
  - 石狩湾新港—釜山港—釜山新港

## 官公署
- 小樽市役所
- 石狩市
- 函館税関小樽税関支署石狩出張所

## 沿革
明治時代にファンゲント、C・S・メーク、岡崎文吉、広井勇らによって港湾建設構想が立てられたが、当時の港湾土木技術では大掛かりな工事となるため、実現困難であった。1936年（昭和11年）に旧北海道庁の技師伊藤長右衛門と中村廉次により、銭函浜に外港を設けて新川河口を掘削して工業地帯を造成する計画案が立てられた。1940年（昭和15年）には政府の調査費もついて「石狩湾修築並びに工業地帯造成計画」が策定されたが、第二次世界大戦の戦局悪化のため実現には至らなかった。戦後、小樽市や北海道が石狩湾に新たな港を建設する計画を持っていたが、より広域的な港湾建設が求められるようになり、潮流や建設条件などの検討を進めた結果、現在地が計画地になった。
1970年（昭和45年）の「第3期北海道総合開発計画」において、道央の新たな流通と生産機能を分担する拠点港の建設と背後地域の開発が決定した。1972年（昭和47年）には北海道の長期的かつ飛躍的発展を先導する開発事業として位置づけられ、「石狩湾新港港湾計画」が決定した。当初は北海道が単独で港湾管理者となり管理運営していたが、国直轄事業として本格的に港湾整備が始まると背後地域の開発を推し進めていくため、1978年（昭和53年）北海道・小樽市・石狩町（現在の石狩市）による石狩湾新港管理組合を設立した。
年表
- 1970年（昭和45年）：「第3期北海道総合開発計画」閣議決定、国家プロジェクトとして始動。
- 1972年（昭和47年）：石狩開発が第三セクターに組織変更。北海道開発庁が「石狩湾新港地域開発基本計画」決定。北海道が港湾管理者になることを告示。「石狩湾新港港湾計画」運輸大臣承認。
- 1973年（昭和48年）：試験突堤工事開始。「重要港湾」指定。
- 1975年（昭和50年）：小樽市が石狩町（現在の石狩市）の一部（銭函4・5丁目）を編入。
- 1978年（昭和53年）：石狩湾新港管理組合設立。
- 1982年（昭和57年）：港則法による「港域」指定。東埠頭一部供用開始（サハリンから木材を積んだブランカ・レイニア号が第1船として入港）。石狩湾漁業操業安全基金協会設立。
- 1988年（昭和63年）：花畔埠頭一部供用開始。「石狩湾新港港湾計画」改定。
- 1989年（昭和64年）：植物防疫法に基づく「木材輸入特定港」指定。
- 1990年（平成02年）：小樽市と石狩町との行政区域境界変更告示。中央埠頭専用バース供用開始。液化石油ガス (LPG) 第1船入港。
- 1991年（平成03年）：樽川埠頭一部供用開始。
- 1994年（平成06年）：出入国管理及び難民認定法に基づく「出入国港」指定。関税法に基づく「開港」指定。検疫法に基づく「無線検疫港」指定。
- 1996年（平成08年）：オイルタンカー第1船入港。
- 1997年（平成09年）：韓国との間に定期コンテナ航路開設。「石狩湾新港港湾計画」改定。
- 1999年（平成11年）：植物防疫法に基づく「植物防疫港」指定。石狩ポートラジオ開局。
- 2000年（平成12年）：家畜伝染病予防法に基づく「動物検疫港」指定。
- 2002年（平成14年）：石狩開発が民事再生法の適用申請[14]。食糧庁から「外国米輸入予定港」指定。
- 2003年（平成15年）：構造改革特別区域の「港湾物流特区」認定。国土交通省により静脈物流の「静脈物流拠点港」（リサイクルポート）指定[15]。中国・東南アジアとの間に定期コンテナ航路開設。
- 2004年（平成16年）：港外停泊中の韓国籍貨物船MARINE OSAKA号（5,565トン）が強風で走錨し、北防波堤外側に衝突し横転大破、300キロリットルの重油が流出した。乗員16名のうち船長ら6名が水死。航海士1名不明（3日後に石狩市親船町の海岸で遺体発見）。なお、船体は2日後に沈没。中国・東南アジア定期コンテナ航路が中国・韓国航路に改編。
- 2005年（平成17年）：検疫法に基づく「検疫港」指定。
- 2006年（平成18年）：西地区多目的国際ターミナル（-14m）供用開始（王子特殊紙江別工場向けの木材チップ船が第1船として入港[16]）。
- 2007年（平成19年）：アメリカ海軍のイージス艦「ステザム」が友好親善を目的として西地区多目的国際ターミナルに初入港[17]。
- 2010年（平成22年）：国土交通省より「重点港湾」選定[1]。
- 2011年（平成23年）：国土交通省よりLNG機能に係る「日本海側拠点港」選定[18]。
- 2012年（平成24年）：港則法上の「特定港」指定。石狩LNG基地運転開始[19]、液化天然ガス (LNG) 第1船入港。
- 2013年（平成25年）：花畔埠頭の中央水路地区耐震強化岸壁供用開始。
- 2015年（平成27年）：「石狩湾新港港湾計画」改定[20]。
- 2018年（平成30年）：北ガス石狩発電所営業運転開始。
- 2019年（平成31年）：石狩湾新港発電所営業運転開始。

## 参考資料
- 神代方雅; 田中敦幸; 長内戦治; 田中実; 戸巻昭三『石狩湾新港の歴史的変遷 – 建設位置と港湾形状の決定について-』（PDF）（レポート）土木学会。2016年6月8日閲覧。
- “石狩湾新港①”. PORT REPORT 新みなとまち紀行.  日本埋立浚渫協会 (2008年). 2016年6月7日閲覧。
- “石狩湾新港②”. PORT REPORT 新みなとまち紀行.   日本埋立浚渫協会 (2008年). 2016年6月7日閲覧。
- “石狩湾新港港湾計画書 -改訂-” (PDF).   石狩湾新港管理組合 (2015年). 2016年6月7日閲覧。